# 375

## Události
Počátek stěhování národů.
Hunové porážejí východní Góty.

## Hlavy států
- Papež – Damasus I. (366–384)
- Římská říše – Valens (východ) (364–378), Valentinianus I. (západ) (364–375) » Gratianus (západ) (375–383) + Valentinianus II. (západ) (375–392)
- Perská říše – Šápúr II. (309–379)